# Perilampus caeruleiventris
Perilampus caeruleiventris är en stekelart som beskrevs av Cameron 1913. Perilampus caeruleiventris ingår i släktet Perilampus och familjen gropglanssteklar.
Artens utbredningsområde är Guyana. Inga underarter finns listade i Catalogue of Life.